# Ornézan
Ornézan é uma comuna francesa na região administrativa de Occitânia, no departamento de Gers. Estende-se por uma área de 12,13 km². Em 2010 a comuna tinha 238 habitantes (densidade: 19,6 hab./km²).

## Geografia

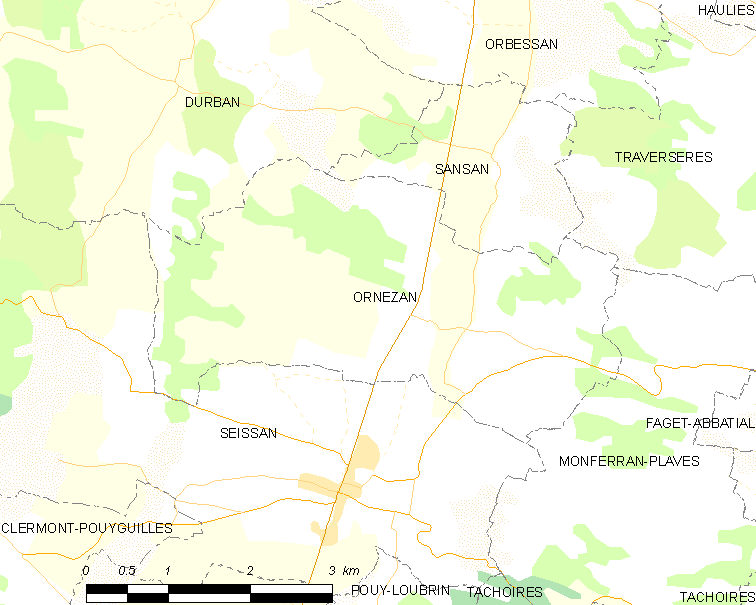
Mapa de Ornézan

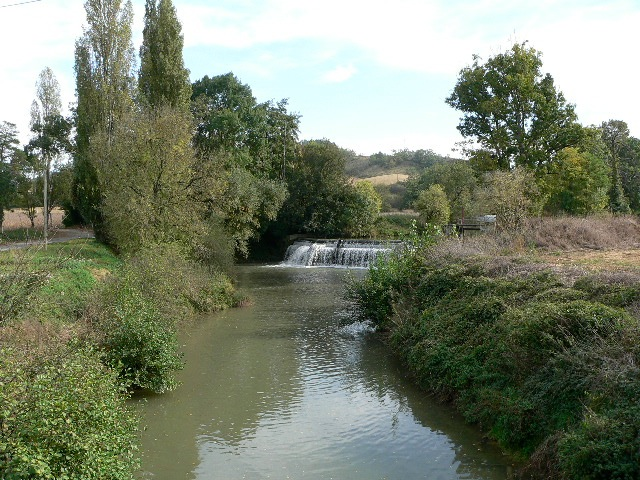
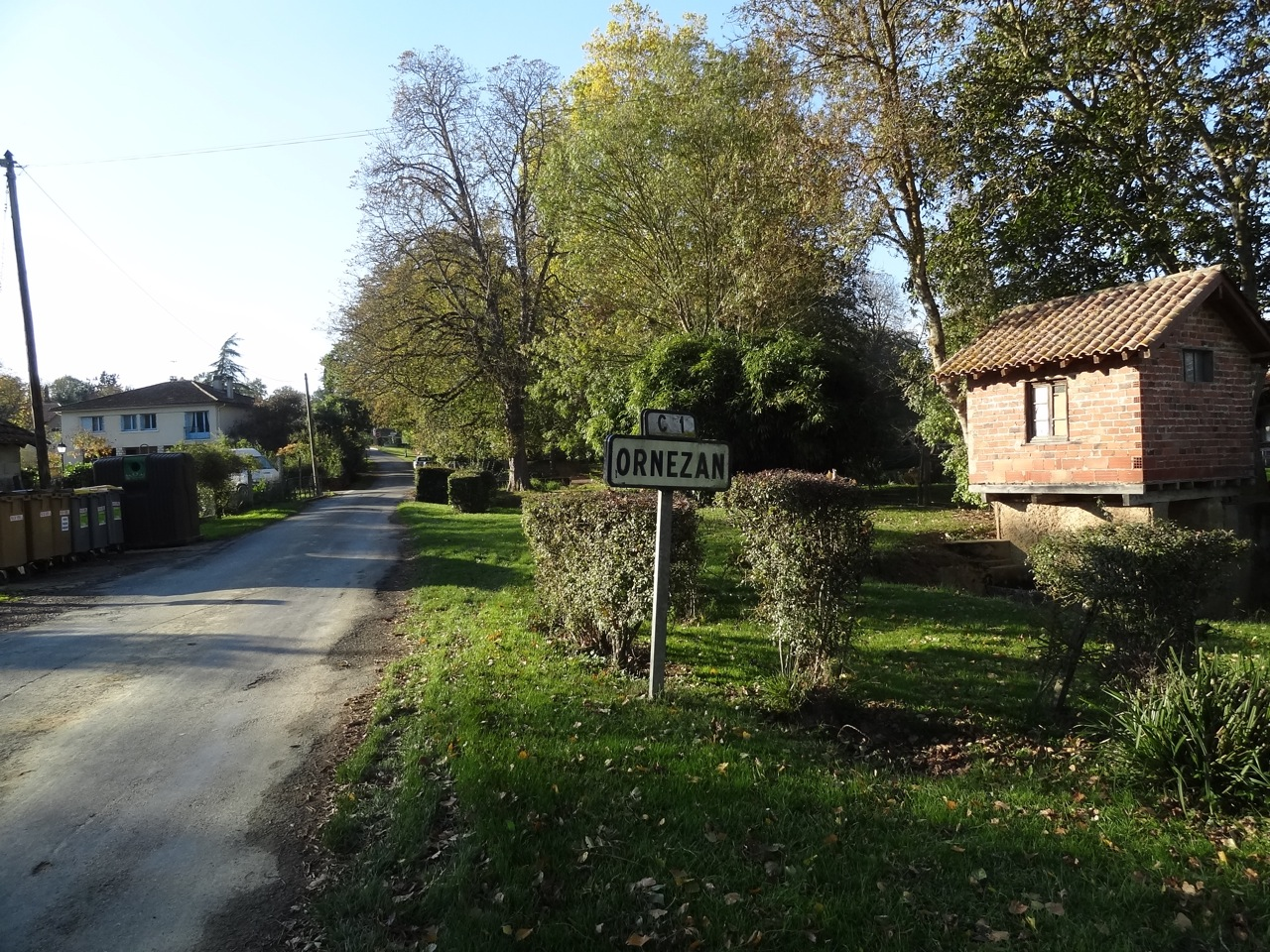
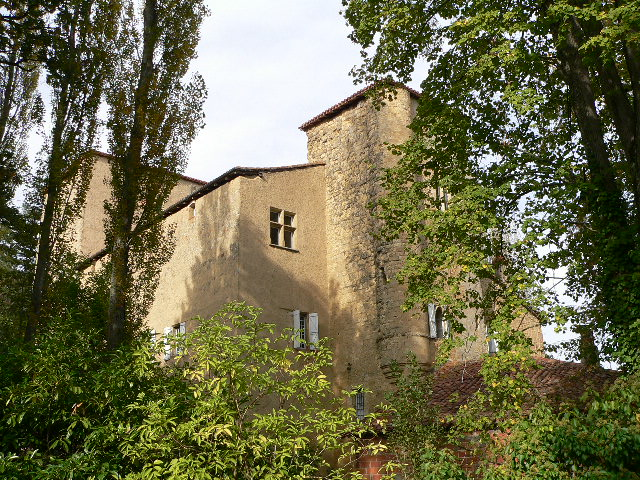
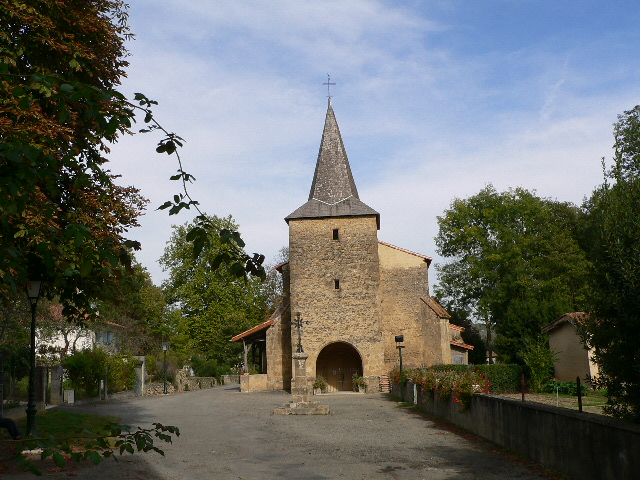
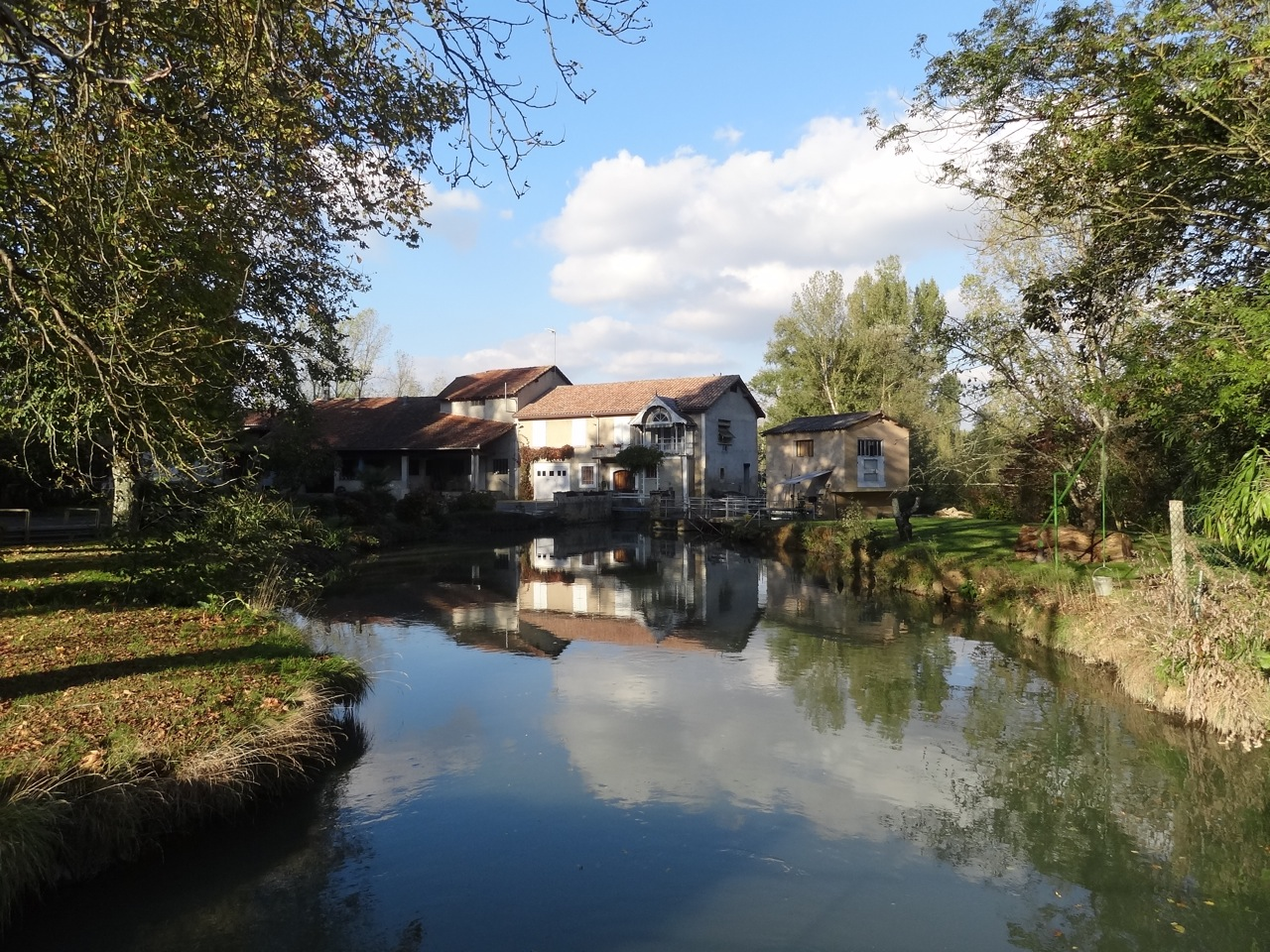